# Verkündigungskathedrale (Moskau)

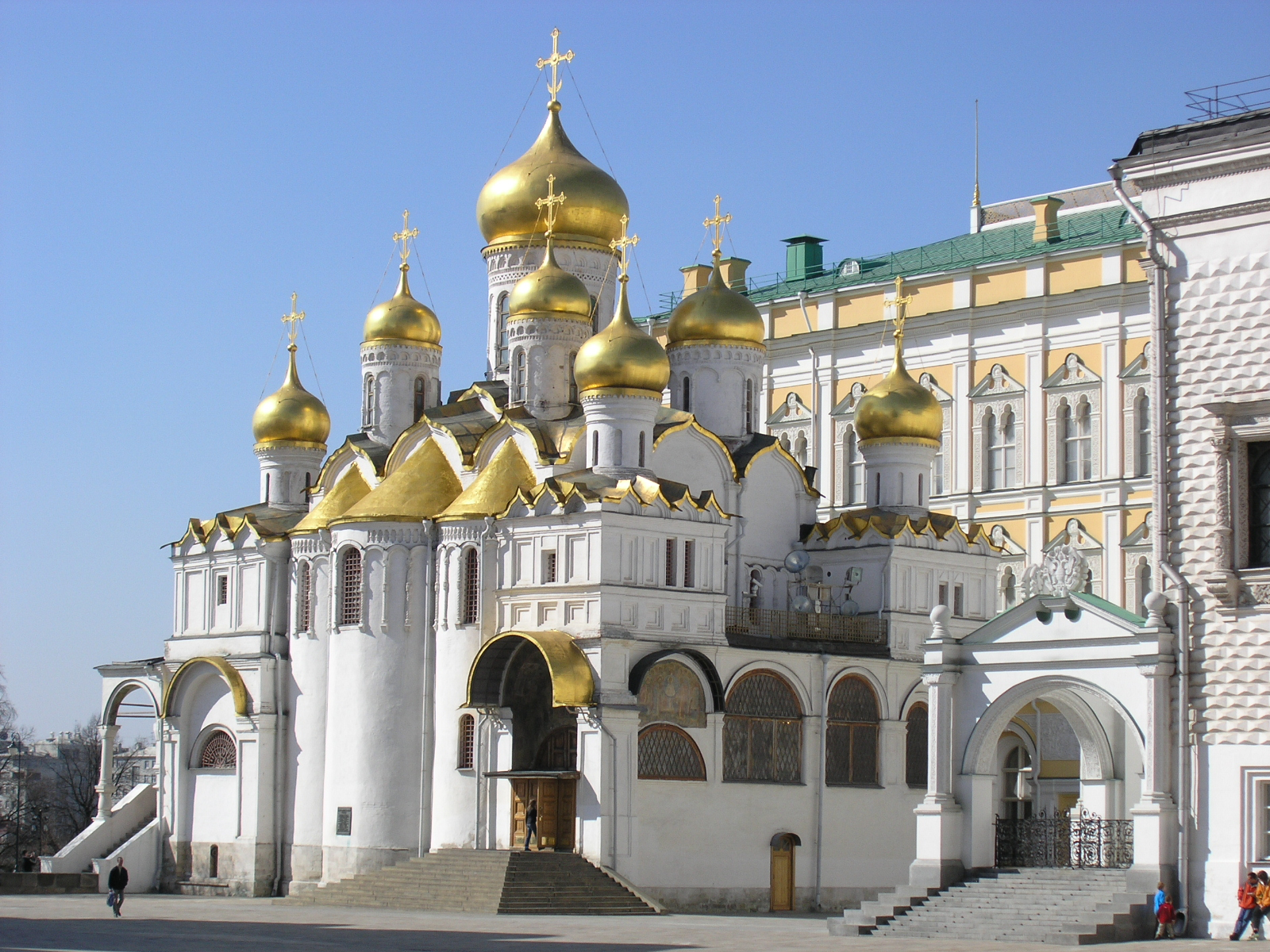
Verkündigungskathedrale im Moskauer Kreml

Die Verkündigungskathedrale (russisch Благовещенский собор) ist eine orthodoxe Kirche im Kreml in der russischen Hauptstadt Moskau. Sie wurde 1489 vollendet und ist der Verkündigung des Herrn geweiht. 

## Lage

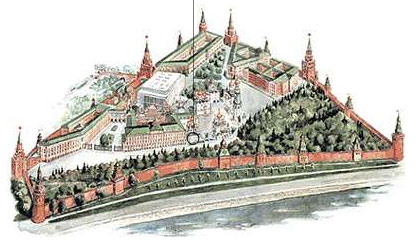
Lage im Kreml

Die Verkündigungskathedrale steht auf dem Kathedralenplatz des Kremls, wo sich auch die beiden anderen Kreml-Kathedralen – die Entschlafens- und die Erzengelskathedrale – sowie der Glockenturm Iwan der Große und die Gewandniederlegungskirche befinden. Dort befindet sich die Verkündigungskathedrale auf der Südwestseite des Platzes, wo sie unmittelbar an das Hauptgebäude aus dem Komplex des Großen Kremlpalastes angrenzt. Rechterhand von der Kathedrale steht der ebenfalls zum Großen Kremlpalast gehörende Facettenpalast, während links von ihr der Kathedralenplatz an der zum Borowizki-Tor führenden Straße endet.

## Geschichte
Die heutige Kathedrale wurde an der Stelle eines älteren, gleichnamigen Gotteshauses errichtet, das wiederum seinerzeit eine hölzerne Kirche ablöste. Letztere entstand laut einigen Überlieferungen im Jahre 1291 und wurde, gemäß orthodoxen Traditionen, einem der Kirchenfeste gewidmet, in diesem Fall dem Fest der Verkündigung des Herrn. Nachdem die Holzkirche einer der im damaligen Moskau häufigen Feuersbrünste zum Opfer gefallen war, wurde an ihrer Stelle ein Gotteshaus aus Stein erbaut. Von diesem Bauwerk ist heute lediglich das Jahr 1397 als Datum seiner erstmaligen Erwähnung bekannt, wahrscheinlich war es aber schon Jahrzehnte früher, unter dem Großfürsten Dmitri Donskoi, entstanden.
Die alte Kathedrale existierte nach einem Umbau im Jahre 1416 noch etwa 70 Jahre lang, bis sie baufällig wurde und man sie bis auf den Sockel abtragen ließ. Der damalige Moskauer Großfürst Iwan III. (der Große) lud für einen großflächigen Umbau des Kremls neben italienischen Architekten unter anderem Baumeister aus der russischen Stadt Pskow ein. Diese begannen mit dem Aufbau auf dem bestehenden Sockel im Jahre 1484 und konnten fünf Jahre später, im August 1489, die neue Mariä-Verkündigungs-Kathedrale fertigstellen. Möglicherweise handelte es sich bei den Pskower Erbauern der Verkündigungskathedrale um die gleichen Meister, die die 1472 eingestürzte Vorgängerin der heutigen Mariä-Entschlafens-Kathedrale errichtet hatten.
Da die Kathedrale unmittelbar an die damaligen Großfürstengemächer im Kreml angrenzten (die in etwa dort standen, wo der heutige Große Kremlpalast zu finden ist), wurde die Kathedrale vom Großfürsten zu seiner Hauskirche auserkoren, wozu die Pskower Meister einen direkten Treppenübergang (teilweise bis heute erhalten) von der Kathedrale in den Palast erbauten. Eine Reihe von aus dem frühen 15. Jahrhundert stammenden Ikonen aus der alten Kathedrale fand in dem Neubau ihren Platz.
Anfangs hatte die heutige Mariä-Verkündigungs-Kathedrale nur drei Kuppeln. Nachdem sie bei einem erneuten Brand im Jahre 1547 stark beschädigt worden war, leitete der damalige Großfürst und der erste russische Zar Iwan IV. (der Schreckliche) eine Restaurierung der Kirche ein, die 1564 abgeschlossen wurde. Hierbei kamen zwei zusätzliche Kuppeln auf der westlichen Seite sowie vier ebenfalls jeweils mit einer Kuppel gekrönten Nebenaltäre hinzu, so dass die Kathedrale heute insgesamt neun Kuppeln zählt. 1572 bekam die Kathedrale an ihrer Südfassade einen zusätzlichen Aufgang, der später den Namen „Grosnenski“ (russisch: Грозненский) erhielt, nach Iwan dem Schrecklichen (russisch Iwan Grosny) benannt. Der im Brand 1547 vernichtete Teil der Innenausstattung der Kirche wurde ebenfalls Mitte des 16. Jahrhunderts originalgetreu wiederhergestellt.
Von Iwans Zarenkrönung an war die Mariä-Verkündigungs-Kathedrale nunmehr Hauskirche der Monarchen des Russischen Zarentums und blieb dies bis zur Errichtung des benachbarten Terempalastes des Zaren samt Palastkirchen im Jahr 1636. In diesem Zeitraum beteten Mitglieder der Zarenfamilie hier, ließen sich trauen und ihre Kinder taufen. Aber auch nach Verlust des Status der Hauskirche des Zaren und sogar nach dem Umzug des Zarenhofs nach Sankt Petersburg blieb die Verkündigungskathedrale eines der wichtigsten Gotteshäuser Russlands. Deren Vorsteher war zugleich Beichtvater des Zaren, und den Gottesdiensten in der Kathedrale wohnte bei besonderen Anlässen die Zarenfamilie bei.

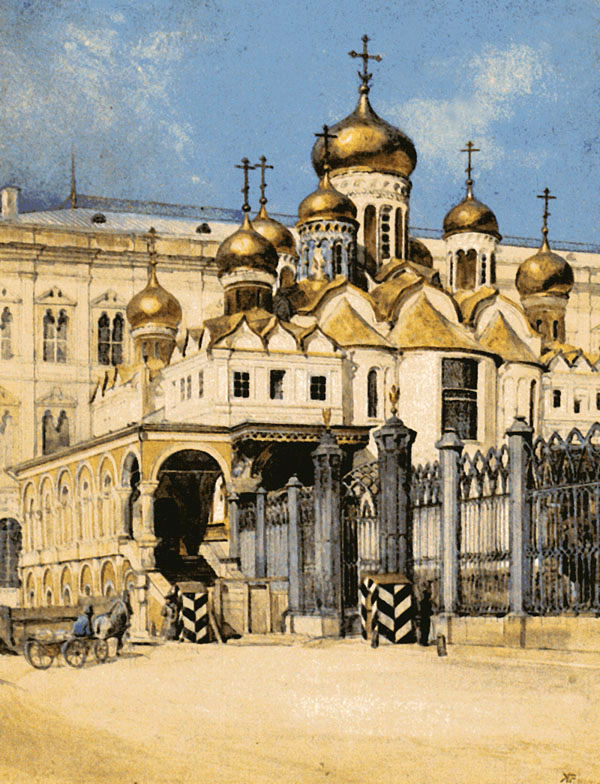
Mariä-Verkündigungs-Kathedrale im Jahre 1848

Nach dem 16. Jahrhundert wurde die Mariä-Verkündigungs-Kathedrale noch mehrmals in Mitleidenschaft gezogen: So wurde ein Großteil der Kirchenschätze von den polnisch-litauischen Interventen während der sogenannten Smuta Anfang des 17. Jahrhunderts geraubt. 1737 ereignete sich im Kreml eine besonders verheerende Feuersbrunst (der sogenannte „Dreifaltigkeitsbrand“) und beschädigte neben anderen Bauwerken der Festung auch die Verkündigungskathedrale. Die nachfolgenden Restaurierungsarbeiten unter Beteiligung des renommierten Stadtbaumeisters Matwei Kasakow wurden während des Krieges gegen Napoléon 1812 teilweise wieder zunichtegemacht, als die Kathedrale von den französischen Besatzern als Kaserne genutzt und größtenteils ausgeraubt wurde. Es folgten Wiederaufbauarbeiten in den Jahren 1815–1820. Weitere größere Umbauten an der Verkündigungskathedrale gab es in den 1840er-Jahren, als sie bei der Errichtung der neuen Zarenresidenz mit dieser durch einen Übergang verbunden wurde, sowie in den 1880er-Jahren.
In den Kampfhandlungen in Moskau während der Oktoberrevolution 1917 erlitt die Kathedrale abermals Schäden und wurde kurz darauf von den neuen bolschewistischen Machthabern, wie auch die anderen russischen Sakralbauten, als Gotteshaus geschlossen und verstaatlicht. In den 1950er-Jahren wurde die Verkündigungskathedrale zusammen mit den anderen erhaltenen Kirchenbauten des Moskauer Kremls als Museum wieder öffentlich zugänglich gemacht.

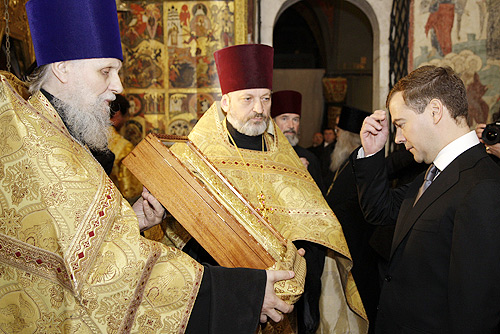
Russlands Präsident Dmitri Medwedew holt sich kirchlichen Segen in der Mariä-Verkündigungs-Kathedrale bei seiner Amtseinführung im Mai 2008

Auch heute ist die Kathedrale ein Museum und gehört zum Ensemble des Staatlichen Museumsreservats „Moskauer Kreml“. Seit 1992 werden hier aber auch wieder Gottesdienste zelebriert, und zwar einmal jährlich am 7. April am orthodoxen Feiertag der Mariä Verkündigung. Dann wird der Gottesdienst in der Mariä-Verkündigungs-Kathedrale vom Moskauer Patriarchen geleitet.
Von 2005 bis 2012 wurde die Verkündigungskathedrale erneut umfassend restauriert.

## Architektur und Interieur
Die Mariä-Verkündigungs-Kathedrale weist im Vergleich zu den beiden anderen Kremlkathedralen etwas geringere Ausmaße auf. Da sie, genau wie die Gewandniederlegungskirche, nicht von italienischen, sondern von russischen Architekten aus Pskow erschaffen wurde, unterscheidet sie sich in der Architektur auch etwas von der Mariä-Entschlafens- und der Erzengel-Michael-Kathedrale. Charakteristisch für die Verkündigungskathedrale sind vor allem ihre neun Kuppeln, für deren Vergoldung Zar Iwan der Schreckliche einer Legende nach Kirchenschmuck aus Nowgorod umschmelzen ließ. Das Dach der Kathedrale weist reichhaltige Kokoschnik-Ornamentierungen vorwiegend in Kielbogenform auf. Erbaut wurde die Kathedrale aus Ziegeln, wobei die Fassaden mit weißem Kalkstein verkleidet und dekoriert wurden, was vor allem für Moskauer Kirchengebäude des 15. Jahrhunderts typisch ist.
Eingänge in die Kathedrale gibt es an der östlichen und an der südlichen Seite des Gebäudes. Über den östlichen Aufgang betreten heute die Touristen die Kathedrale, während es sich bei dem Aufgang an der Südseite um den in den 1570er-Jahren für Iwan den Schrecklichen angebauten Aufgang handelt. Er wurde während der Kämpfe 1917 besonders stark beschädigt und Mitte des 20. Jahrhunderts originalgetreu restauriert. Die zu den Eingängen führenden relativ hohen Freitreppen deuten auf eine Besonderheit der Konstruktion der Verkündigungskathedrale hin: Sie wurde auf dem erhobenen Sockel ihres Vorgängerbaus errichtet. Das Sockelgeschoss diente dem Zarenhof im 15. und 16. Jahrhundert unter anderem zur Aufbewahrung von Geld und anderen Schätzen.
Das Innere des Gotteshauses besteht neben dem eigentlichen Gebetsraum aus mehreren ihn umgebenden Galerien, die bei den Anbauten von Nebenaltäre im 16. Jahrhundert entstanden. Die nördliche (zum Facettenpalast hin gewandte) Galerie ist die erste Räumlichkeit, die man über den Besuchereingang betritt. Hier fällt unter anderem eine größere Erlöserikone über dem Eingangstor auf, die dem bekannten russischen Ikonenmaler Simon Uschakow zugeschrieben wird. Vom Hauptraum ist die Galerie durch ein Eingangsportal getrennt, das im 16. Jahrhundert von italienischen Architekten in auffälliger azurblauer Farbgebung mit vergoldeten Pflanzenornamenten erschaffen wurde. Die zugehörigen kupfernen Türflügel sind mit Abbildungen bekannter antiker Dichter und Philosophen (darunter Diogenes, Euripides, Platon und Homer) ausgeschmückt.

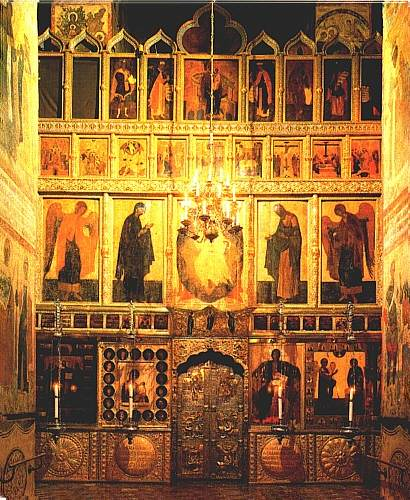
Ikonostase der Kathedrale

Im gesamten Inneren der Kathedrale sind bis heute Teile der Wandmalereien aus dem Jahre 1508 erhalten geblieben, ausgeführt vom „Meister Theodos, Sohn des Dionysos, und Lehrlingen“. Sie sind sowohl in den Seitengalerien als auch im Hauptraum zu sehen und beinhalten neben vielfältigen biblischen Motiven unter anderem Abbildungen heroisierter russischer Fürsten und Großfürsten. Bei einem Großteil der heutigen Wandbemalung der Verkündigungskathedrale handelt es sich allerdings um spätere Nachbildungen, da viele Originalfresken bei Bränden im 16. und 17. Jahrhundert zerstört wurden.
Im Haupt- bzw. Altarraum der Kathedrale, dessen Gewölbe von vier rechteckigen (und ebenfalls reichlich bemalten) Pfeilern gestützt wird, stellt die fünfrängige bronzene Ikonostase mit Ikonen aus der Zeit um 1405, die ursprünglich im Vorgängerbau untergebracht waren, die Hauptsehenswürdigkeit dar. Besonders bemerkenswert sind hierbei die dritte von oben („feierliche“) und die vierte („Deësisrang“) Reihe, von deren Ikonen einige den bekannten Autoren Andrei Rubljow und Theophanes dem Griechen zugeschrieben werden. Die fünfte (unterste) Reihe beinhaltet in der Mitte ein kunstvoll dekoriertes silbernes Tor, das als „Zarentor“ bezeichnet wird: In russisch-orthodoxen Kirchen ist es das Haupttor der Ikonostase, das zum Altarraum des Gotteshauses führt und das Tor zum Paradies symbolisiert.
Ebenfalls auffällig ist im Altarraum der Fußboden, bestehend aus Platten aus achatartigem gelb-rotem Jaspis, die ursprünglich möglicherweise aus Konstantinopel stammen. Hinter dem Altar (dort, wo einst die Sakristei der Kathedrale war) befindet sich ein 1894 hergestellter großer silberner Reliquienschrein, in dem sich Überreste von rund 50 Heiligen befinden. Die Reliquien wurden ab dem 15. Jahrhundert und noch bis ins 20. Jahrhundert hinein aus verschiedenen Orten des Christlichen Orientes hierher gebracht.